# Alticorpus pectinatum
Alticorpus pectinatum és una espècie de peix de la família dels cíclids i de l'ordre dels perciformes.